# Andrew Jones
Andrew Jones (Swansea, Gales; 6 de octubre de 1984-15 de enero de 2023) fue un guionista y director británico conocido por dirigir y producir películas independientes de terror de bajo presupuesto.

## Biografía
Jones estudió desde 1995 en el Instituto de Olchfa hasta el año 2000. Es propietario de la productora North Bank Entertainment con sede en su ciudad natal.
Jones falleció el 15 de enero de 2023, cuando tenía 39 años, de muerte natural.

## Filmografía
Su carrera empezó en 2006 con Teenage Wasteland y en 2007 con The Feral Generation como guionista y director respectivamente y con las que ganó el UK Film Festival a la mejor película. Con las comisiones recibidas por parte de KOA Entertainment y Thunderball Films, Jones fundó su propia productora con la que produciría películas de bajo presupuesto para el mercado británico, europeo y americano.
Tras formar equipo con Mad Science Films e Independent Moving Pictures, en 2012 produjeron su primer film: Night of the Living Dead: Resurrection, remake de la película de 1968 dirigida por George Romero. La producción atrajo la atención de Grindstone Entertainment Group y LionsGate para distribuirla entre el mercado estadounidense.
En 2012 rodó otro remake, en esta ocasión Silent Night, Bloody Night: The Homecoming basada en la película de 1974. Un año después produciría The Amityville Asylum, película de terror psicológico inspirada en los sucesos de Amityville de 1974.
Otras obras suyas son Death House Dolls, basada en la novela de Brian L. Porter: A Study in Red: The Journal of Jack the Ripper.